# Clarke-Ellipsoid
Von Alexander Ross Clarke, einem englischen Geodäten, wurden zwischen 1865 und 1880 mehrere Erdellipsoide berechnet. Ihre genauen Werte im Vergleich zu anderen, beispielsweise dem in außereuropäischen Gebieten bis dahin allgemein üblichen Bessel-Ellipsoid von 1841, sind in dieser Tabelle zu finden.
Die Clarke-Ellipsoide sind in vielen früheren britischen Kolonien bis heute die Basis der Landesvermessung, obwohl schon um 1910 durch Friedrich Robert Helmert gezeigt wurde, dass die von Clarke berechneten Werte für die Erdabplattung viel zu groß sind. In diesen Ländern sind sie der durchschnittlichen Erdkrümmung gut angepasst; global gesehen ist die Krümmung der Clarke-Ellipsoide jedoch zu stark.
Generell hängen die Achsen solcher, aus zahllosen terrestrischen Messungen bestimmten Ellipsoide nicht nur von der tatsächlichen Erdfigur und den unvermeidlichen kleinen Messfehlern ab. Auch das Schwerefeld hat wegen der sogenannten Lotabweichung einen starken Einfluss – und damit auch die Region, aus der die Messungen stammen.
Einige der seit 1810, der ersten französischen Gradmessung bestimmten Ellipsoide differieren daher untereinander um mehrere Hektometer bzw. bis zu 0,01 Prozent. Im Verhältnis dazu stimmen die Clarke-Ellipsoide relativ gut zur modernen Äquatorachse.